# La Puce parieuse
Pour plus de détails, voir Fiche technique et Distribution.
La Puce parieuse (titre original : Early to Bet) est un court métrage d'animation américain de la série  Merrie Melodies réalisé par Robert McKimson, sorti en 1951.